# María Paz Vilas Dono
María Paz Vilas Dono (Vilagarcía de Arousa, 1 de febrer de 1988) és una davantera de futbol internacional amb Espanya, amb la qual va marcar 7 gols contra Kazakhstan a la classificació per a l'Eurocopa 2013, un record a la competició.
Des de la temporada 2020-21 juga al Reial Betis.

## Trajectòria
| Temporades    | Club              | Títols          | Selecció (fases finals) |
| ------------- | ----------------- | --------------- | ----------------------- |
| 02/03 - 05/07 | Atlético Arousana |                 |                         |
| 06/07 - 07/08 | Llevant UE        | 1 Lliga, 1 Copa |                         |
| 08/09 - 10/11 | FC Barcelona      | 1 Copa          |                         |
| 11/12 - 12/13 | RCD Espanyol      | 1 Copa          |                         |
| 13/14 - 19/20 | València CF       |                 |                         |